# Ega (Portugal)
Pour les articles homonymes, voir Ega.
Ega est une paroisse civile portugaise (en portugais : freguesia) de la municipalité de Condeixa-a-Nova dans le district de Coimbra.

## Démographie
Lors du recensement de 2021, Ega compte 2 583 habitants.